# Magdalena Claudia von Pfalz-Zweibrücken-Birkenfeld

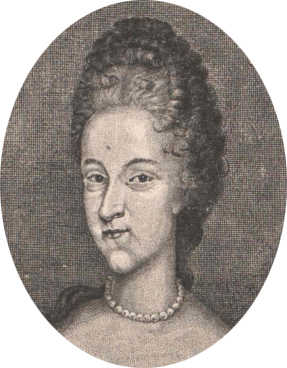
Magdalena Claudia von Pfalz-Birkenfeld

Pfalzgräfin Magdalena Claudia von Pfalz-Zweibrücken-Birkenfeld-Bischweiler – auch: Magdalena Claudine – (* 16. September 1668; † 28. November 1704 in Hanau) war die Tochter des Pfalzgrafen Christian II. von Pfalz-Zweibrücken-Birkenfeld-Bischweiler (* 22. Juni 1637; † 26. April 1717). Sie heiratete am 17./27. Februar 1689 in Hanau Graf Philipp Reinhard von Hanau-Münzenberg (* 1664; † 1712). Beide waren Cousin und Cousine. Die Mitgift betrug 18.000 Gulden. Aus dieser Ehe gingen hervor:
1. Totgeburt (1691), bestattet in der Gruft der Lutherischen Kirche (heute: Alte Johanneskirche in Hanau[1])
2. Totgeburt (1693);
3. Magdalene Katharine von Hanau (* 6/16. Juni 1695; † 9/19. Dezember 1695), bestattet in der Gruft der Johanneskirche in Hanau.[2]

Magdalena Claudia starb am 28. November 1704 und wurde am 18. Dezember 1704 ebenfalls in der Gruft der Lutherischen Kirche in Hanau beigesetzt. Dazu erschienen Leichenpredigten. Während des Trauergeläuts zersprang die größte Glocke der Johanneskirche, die sie gestiftet hatte. Das Erbbegräbnis des lutherischen Zweigs der Hanauer Grafenfamilie – und damit auch die Bestattung der Gräfin Magdalena Claudia – wurde im Zweiten Weltkrieg zerstört.